# Ruchy

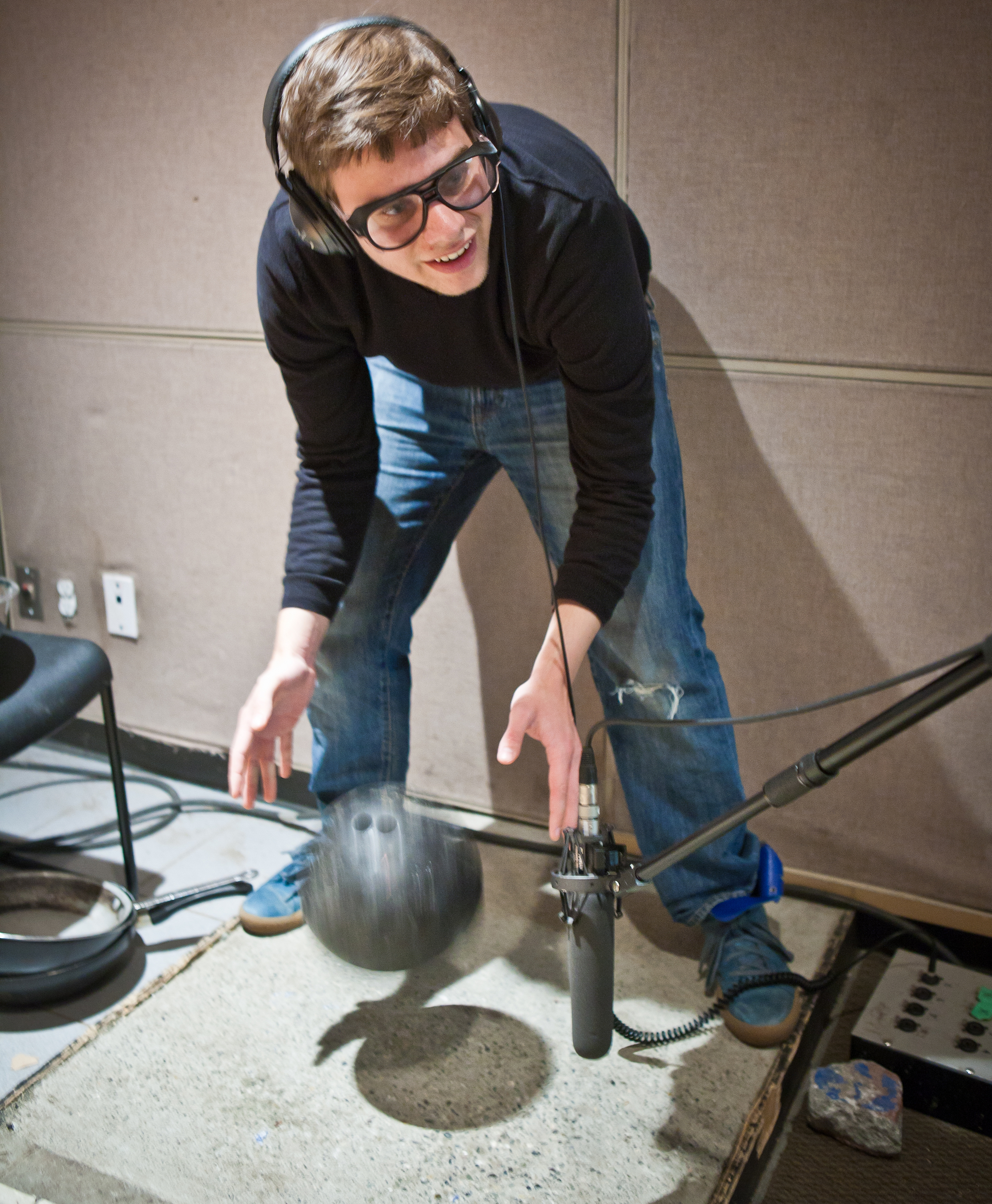
Ruchař při práci

Ruchy je označení pro veškeré zvuky ve filmu, které nevznikly přímo při natáčení, a jsou do něj dodávány dodatečně při zpracování v postprodukci. Jejich tvorba je úkolem profese zvané zvukař, u profesionálního filmu pak specifické podprofese zvané ruchař. V anglojazyčném prostoru se ruchy nazývají foley, podle jednoho z průkopnických zvukařů Jacka Foleyho. Ruchařské techniky se užívají i v rozhlasové tvorbě, řada z nich tam přímo vznikla. Pokud se do filmu dodatečně dodávají i promluvy herců, hovoří se o postsynchronech. 
V počátcích zvukového filmu byla ruchařská profese nezbytná, neboť při natáčení „na place“ se zvuk vzhledem ke hlučnosti tehdejších kamer vůbec nesnímal (resp. byl nepoužitelný) a celý se pořizoval jako samostatná stopa dodatečně. Ruchaři buď nahrávali přímo zvuk dotyčného jevu (kroky, zavrzání dveří, stisk tlačítka atd.), nebo museli vyvinout různé triky a techniky, jak potřebné zvuky vytvořit.
V současnosti, v zájmu většího realismu a autenticity, se mnoho zvuků snímá přímo při natáčení, často i včetně hlasu herců, takže úkol ruchaře se obrátil – povětšinou ze zvukové stopy vymazává nechtěné zvuky, které byly při natáčení zachyceny z okolí, případně přehlušují dialogy. Nicméně i klasické ruchy (typicky zvuk rozbíjeného skla, imitace deště či větru, zvuk jedoucího vlaku, kroků apod.) jsou při výrobě filmu stále běžně používány, neboť vytváří lepší výsledný efekt než nahrávka přirozeného zvuku při natáčení.